# Strafrecht
Strafrecht is het geheel van rechtsregels waarin door de wetgever is vastgelegd welk gedrag strafwaardig wordt geacht, welke straffen op dit gedrag gesteld zijn en via welke weg strafoplegging gerealiseerd kan worden. Direct in verbinding met het strafrecht staat een stelsel aan regels die handhaving van de normen en uitvoering van de straffen regelt.
Strafrecht is recht dat geldt tussen de overheid en burgers en betreft het sanctioneren van bepaald gedrag, dat kan handelen zijn of nalaten te handelen. Het stellen van strafwaardige normen en de handhaving en uitvoering daarvan staan voorop.
Het slachtoffer speelt in het strafrecht een bescheiden rol, al is die rol in de laatste decennia wat groter geworden. Daarin onderscheidt het strafrecht zich van het burgerlijk recht (civiele recht) waar regels zijn gegeven die tussen burgers onderling gelden, en die de burgers zelf al dan niet kunnen "handhaven" door een rechterlijke procedure te starten en daar te eisen dat de rechtsregels door een betreffende partij wordt aangehouden. Een voorbeeld is het recht dat geldt als men door een daad of stilzitten een ander schade heeft toegebracht en men daarvoor aansprakelijk is te houden. Hier staat de vergoeding van de aangerichte schade en compensatie van het slachtoffer centraal.
Strafrecht valt uiteen in een materieel strafrecht: de beschrijving van strafbare feiten en straffen, en een formeel strafrecht of strafprocesrecht: het geheel van procedurele regels volgens welke het materiële strafrecht wordt toegepast.
Het is voor burgers verboden de normen van het strafrecht of het civiele recht zelf ten uitvoer te leggen, zonder tussenkomst van de politie of rechter en zonder toestemming en medeweten van de persoon die de norm mogelijk heeft overtreden, dat wordt eigenrichting genoemd.

## Nederland
In Nederland is het materiële strafrecht opgenomen in onder meer het Wetboek van Strafrecht (afgekort tot Sr), en het formele strafrecht in het Wetboek van Strafvordering (afgekort tot Sv).

## België
In België ligt het materieel strafrecht vervat in het Strafwetboek (afkorting: Sw.), het formeel strafrecht ligt vervat in het Wetboek van Strafvordering (afkorting: Sv.).